# 椎名桃子
椎名 桃子（しいな ももこ、Momoko Shiina　1988年〈昭和63年〉12月21日 - ）は、東京都出身の元気象キャスター。法政大学社会学部メディア社会学科卒業。身長150cm。

## 略歴
- 2009年1月 - 4月

ウェザーニューズ第11期おは天キャスター（関東エリア担当）を務める。
- 2009年4月27日

ウェザーニューズが配信する生放送気象情報番組「SOLiVE24」でお天気キャスターに就任。
- レギュラー出演は「ソラマド ムーン」 (19時 - 22時) に、月曜・火曜・木曜・金曜の週4回。
- 2009年7月24日に「ソラマド サンセット」を代演。
- 2009年8月24日より「ソラマド トワイライト」を、休養中の澤田雅代に代わって代演（月-金曜）。これに伴い「ソラマド ムーン」は金曜のみ出演。
- 2009年10月5日、番組改編によって土日にも「ソラマド トワイライト」が放送されることになり、土・日曜の出演に移動。これに伴い「ソラマド ムーン」は降板。2010年1月時点では、ソラマド サンセット（火曜）、ソラマド トワイライト、サンシャイン（何れも日曜日）を主に担当していた。

- 2010年3月31日 - 「SOLiVE24」の業務を終了。
- 2013年4月 - 入籍を機にサンフランシスコに移住[2]。
- 2015年6月26日 - 第一子となる男児を出産[3]。

## 人物
- 4歳上の姉がいる[4]。
- 小さい頃からクラシックバレエを習い、高校ではダンス部に所属[5]。大学ではサッカーサークルのマネージャーをしていた[6]。
- 『ソラマド ムーン』内のニュースコーナー「今日のホットトピック」では、専門用語が多い経済ニュースの原稿を読む役割を割り当てられることが多く、「ももにゅー」などと呼ばれ、番組の見所にもなっていた。
- ウェザーニューズキャスターの同期で、元2TOUCH所属の石井美穂子[1]とは今でも仲が良く、石井のブログにも度々登場している[7]。
- トータルベネフィットに同姓同名のモデルが所属しているが、全くの別人である[8]。

## 過去の出演番組
- おは天（2009年1月1日 - 4月30日、第11期関東エリアキャスター)

SOLiVE24
- ソラマド ムーン（月・火・木・金曜担当、2009年4月27日 - 10月2日）
- ソラマド トワイライト（土・日曜担当、2009年8月24日 - 、2010年1月以降は日曜のみ）
- ソラマド サンシャイン（日曜サブキャスター担当、2009年10月11日 - 、随時土曜メインキャスターも担当）
- ソラマド サンセット（火曜担当、2009年10月6日 - ）